# ワシントン・タイムズ
『ワシントン・タイムズ』(The Washington Times)は、アメリカ合衆国のワシントンD.C.で発行されている世界平和統一家庭連合（旧統一教会）系の日刊紙である。総合的な題材を扱い、特に国政に重点を置いている。ワシントンD.C.の全域とメリーランド州、バージニア州の一部で配布されている。また、全米の読者を対象とした週刊のタブロイド版が発行されている。
1982年5月17日に世界基督教統一神霊協会（統一教会、当時）教祖の文鮮明じきじきの命令によって、共和党議員を支援する政治的目的のために創刊され、2010年までは文鮮明が設立した国際メディア複合企業であるニューズ・ワールド・コミュニケーションズが所有していた。現在は、統一グループのオペレーションズ・ホールディングスが所有している。
創刊以来、保守的な政治姿勢で知られており、共和党の歴代大統領であるロナルド・レーガン、ジョージ・H・W・ブッシュ、ジョージ・W・ブッシュ、ドナルド・トランプの政策を支持してきた。気候変動に関する科学的コンセンサス、オゾン層破壊、受動喫煙の有害性を否定するコラムを数多く掲載している。また、バラク・オバマ大統領に関する陰謀論を含む人種差別的な内容を掲載したり、南北戦争時のアメリカ連合国（南軍）の正当性を主張するネオコンフェデレートによる歴史修正主義を支持したりするなど、たびたび物議を醸してきた。

## 歴史

### 創刊
『ワシントン・タイムズ』は1982年に、ニューズ・ワールド・コミュニケーションズによって創刊された。同社は、韓国、日本、南米の新聞社やUPI通信社を保有する、統一教会関連の国際メディア複合企業である。統一教会の古参幹部である朴普煕が創刊時の社長兼会長を務めた。統一教会教祖の文鮮明は、ホロコーストについての著書があるラビで大学教授のリチャード・L・ルーベンスタインに理事を依頼した。ジェームズ・R・ウィーランが初代編集長兼発行人となった。
『ワシントン・タイムズ』が創刊された当時、アメリカの首都ワシントンD.C.における主要な日刊紙は、リベラルで民主党寄りの『ワシントン・ポスト』一紙しかなかった。マッシモ・イントロヴィーニャは、2000年の著書『統一教会』の中で、ポスト紙は「アメリカで最も反統一教会的な新聞」であったと述べている。2002年、タイムズ紙の創刊20周年記念式典で、文鮮明は「ワシントン・タイムズには、アメリカの人々に神について知らせる責任がある」「ワシントン・タイムズは、神についての真実を世界に広める道具となるだろう」と述べた。
『ワシントン・タイムズ』は、ワシントンD.C.の「第2の新聞」と呼ばれた保守系新聞の『ワシントン・スター』が経営難で廃刊した翌年に創刊された。社員の大半はスター紙の出身者だった。創刊時の記者は125名で、その25%が統一教会の信者だった。
創刊当時のアメリカのブランケット判の新聞では珍しく、1面をフルカラーで印刷した。それ以降現在まで1面をフルカラーにしており、他の面にもフルカラーの部分がある。また、ポスト紙よりも手に付きにくいインクを使用している。
1980年代、タイムズ紙の記者たちは、南アフリカの公民権運動家で投獄中のネルソン・マンデラを訪ねた。マンデラは、自伝『自由への長い道』の中で、タイムズ紙の記者について、「彼らは、私の意見を知りたいというよりも、私が共産主義者でテロリストであることを証明しようとしているように見えた。彼らの全て質問はその方向に向けられたものだった。私が共産主義者でもテロリストでもないと繰り返すと、彼らは、マーティン・ルーサー・キング牧師は暴力に訴えたことがないと主張して、私がキリスト教徒でもないことを示そうとした」と書いている。
スミス・ヘンプストーンが短期間編集長を務めた後、1985年から1991年まで、『ニューズウィーク』出身のアルノー・ド・ボルシュグラーブが編集長を務めた。ボルシュグラーブは、記者の精力的な取材を奨励するとともに、異例のジャーナリズム的決定を下すことでも知られていた。ボルシュグラーブの在任中、タイムズ紙は、ニカラグアの反政府勢力「コントラ」のために募金活動を行い、ナチスの戦争犯罪者の逮捕につながる情報に報奨金を提供した。
1985年、ニューズ・ワールド社はタイムズ紙の姉妹誌として、週刊ニュース誌『インサイト・オン・ザ・ニュース』の発行を開始した。インサイト誌の報道は、論争を招くこともあった。
ロナルド・レーガンが大統領在任中に毎日目を通した新聞としても知られており、タイムズ紙は戦略防衛構想を始めとする、レーガン政権の強硬な対ソ連政策を後押しした。1997年、レーガンは「アメリカ国民は真実を知っている。あなた方、『ワシントン・タイムズ』にいる私の友人がそれを伝えてくれたのだ。それは常に大衆に支持されるものであるとは限らなかった。しかし、あなた方の声は大きく力強いものだった。私と同じように、あなた方は今世紀で最も重要な10年紀の始まりにワシントンに来た。私たちは一緒に、袖を捲って仕事を始めた。そして、そう、私たちは冷戦に勝利したのだ」と語った。

### ウェスリー・プルーデン編集長時代（1992年-2008年）
ウェスリー・プルーデンは、特派員からマネージング・エディターを経て、1991年に編集長に就任した。プルーデンの編集長在任中、同紙は保守的で排外主義的な姿勢を強く打ち出した。

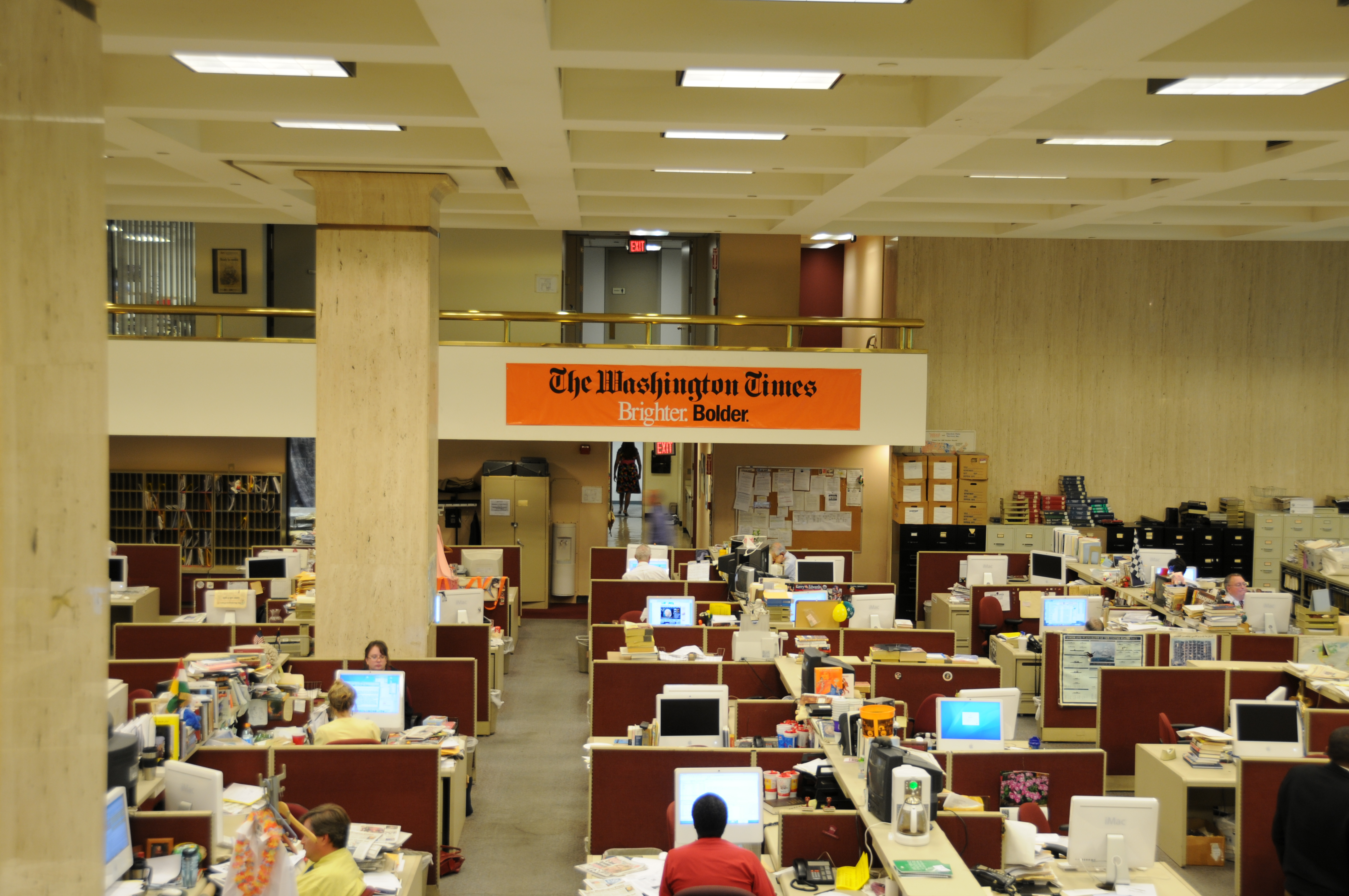
ワシントン・タイムズの編集室

1992年、タイムズ紙の記者で、後に国連世界食糧計画の事務局長となるジョゼット・シーランは、西側のニュースメディアで唯一、北朝鮮の金日成にインタビューを行った。当時、ポスト紙の発行部数80万部に対して、タイムズ紙の発行部数はその8分の1の10万部で、購読者の3分の2は両紙とも購読していた。1994年、全米向けのタブロイド判週刊紙を創刊した。
ジョージ・H・W・ブッシュは大統領在任中、タイムズ紙を始めとする統一教会の活動がアメリカの外交政策の支援のために政治的影響力を持つことを推奨した。1997年、『ワシントン・レポート・オン・ミドル・イースト・アフェアーズ』は、タイムズ紙とその姉妹紙『ミドル・イースト・タイムズ』について、イスラム教と中東に関して客観的で有益な報道を行っていると評価する一方で、概してイスラエル寄りの編集方針を批判した。また、これらの新聞は宗教団体が所有しているため、アメリカ国内の親イスラエル圧力団体の影響を受けにくいと指摘した。
2003年、ピューリッツァー賞 ニュース速報写真部門のファイナリストにノミネートされた。
2004年、『ワシントン・ポスト』紙のコラムニスト、デイヴィッド・イグネイシャスは、統一教会幹部の郭錠煥がタイムズ紙に対し「国連などの国際組織を支援し、世界平和と宗教間の理解を求める運動をすること」と望んでいると報じた。イグネイシャスは、このことがプルーデン編集長やタイムズ紙の一部のコラムニストに困難をもたらしたとしている。イグネイシャスは、統一教会の北朝鮮に対する融和的な態度（当時は共同事業も行っていた）や、アメリカとイスラム世界との間の理解促進という郭錠煥の主張なども論点に挙げている。イグネイシャスは、連邦議会やジョージ・W・ブッシュ政権の保守派は、郭錠煥よりもプルーデン編集長の方を支持するだろうと予測した。
2006年、文鮮明の息子で、ニューズ・ワールド・コミュニケーションズ社の社長兼CEOの文顕進は、マネージング・エディターのフランシス・クームズを解雇した。クームズは人種差別的な論説を非難されており、また、タイムズの他の従業員から人種差別的、性差別的な発言をしたと訴えられていた。

### ジョン・ソロモン編集長時代（2008年-2015年）

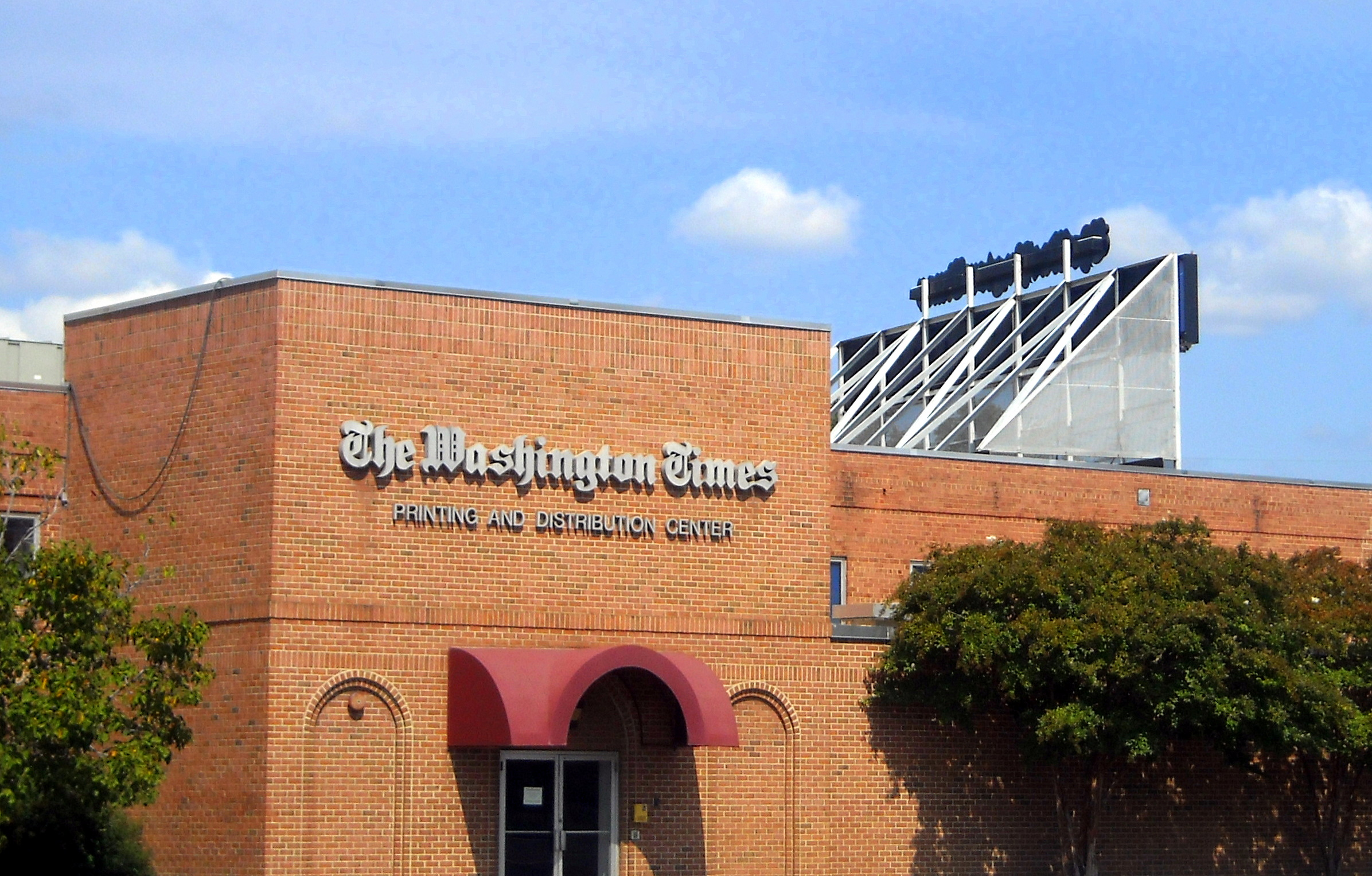
タイムズ紙の印刷・配送センター

2008年1月、プルーデンが編集長を退任し、後任にジョン・F・ソロモンが就任した。ソロモンはAP通信社を経て、直前まで『ワシントン・ポスト』で調査報道と複合メディア開発の責任者を務めていた。ソロモンの編集長就任から1か月以内に、タイムズ紙はスタイルガイドの一部を変更し、メディアの主流となりつつあるものに適合させた。例えば"illegal immigrants"（不法移民）や"gay"（ゲイ）と言った言葉の使用をやめ、それぞれ"illegal aliens"（不法入国者）や"homosexual"（同性愛者）のような「より中立的な用語」を使うようにすると発表した。また、ヒラリー・クリントン上院議員を指すのにファーストネームの「ヒラリー」と呼ぶのを止め、同性婚(gay marriage)の"marriage"を引用符で囲む（「いわゆる同性婚」のような意味合いで、それを認めないとする意図を暗に示す）のも止めた。これらの方針変更は、一部の保守派からの批判を招いた。『プロスペクト』誌は、タイムズ紙が政治的に穏健であるように見えるのは、国連や北朝鮮をめぐる意見の違いによるものだとし、「共和党の右派は最も献身的なメディアの同盟者を失いつつあるのかもしれない」と述べた。

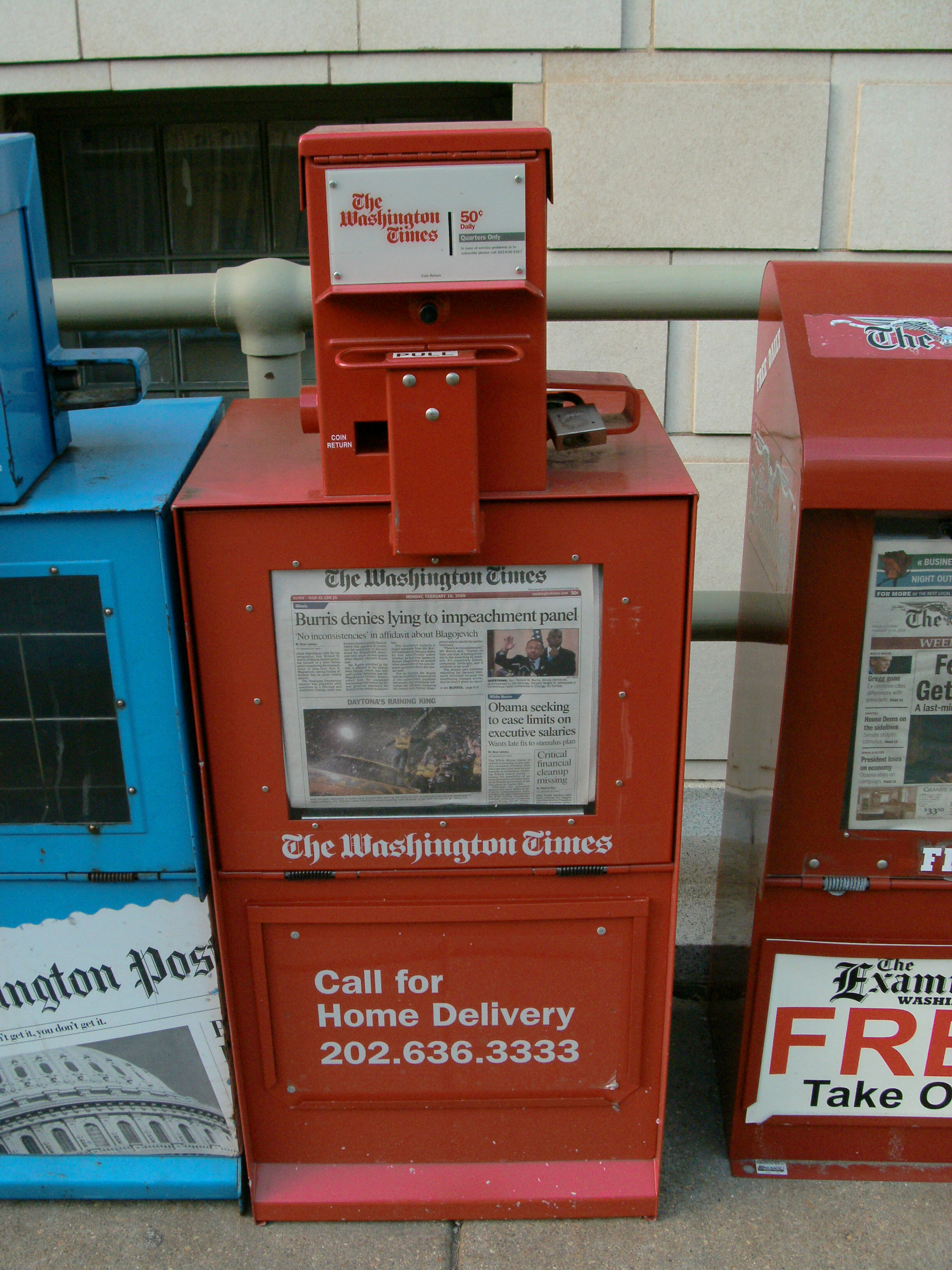
タイムズ紙の自動販売機

2010年7月、統一教会は、タイムズ紙の方向性に抗議し、タイムズ紙との関係強化を促す書簡を発表した。同年8月、より統一教会に近いグループに売却する契約が成立した。同年1月に編集長に就任したサム・ディーリーは、これはタイムズ紙の編集スタッフにとっては歓迎すべきことだと述べた。同年11月、文顕進と元編集者のグループが、ニューズ・ワールド・コミュニケーションズ社からタイムズ紙を1ドルで購入した。これにより、新聞を完全に廃刊すると脅されていた文家の親子の対立に終止符が打たれた。2011年6月、『オクラホマン』紙の元編集者エド・ケリーが編集長に就任した。
2012年、ダグラス・D・M・ジューが上級役員・社長・会長を退任し、タイムズの社長であるトム・マクデビットが会長に就任し、ラリー・ビーズリーが新たに社長兼CEOに就任した。
2013年、タイムズ紙は、ヘリング・ネットワークスと提携して、新たな保守系ニュースチャンネル「ワン・アメリカ・ニュース・ネットワーク」(OAN)を設立し、2013年中頃から放送を開始した。
2013年、タイムズ紙は、オピニオン・エディターとして全米ライフル協会元会長、アメリカ保守連合会長のデイヴィッド・キーンを採用した。同時期に、ジョン・ソロモンが編集長に復帰し、コンテンツ・ビジネス開発担当副社長も務めた。ソロモンの在任期間は、収益性を重視していたことが特徴である。ソロモンは、2015年12月にサーカニュースに移籍した。
2019年11月23日、統一教会の機関誌『世界日報』を発行する世界日報社 (本社：東京都中央区) は、タイムズ紙と連携して、同紙の日本語版のWebサイト「ワシントン・タイムズ・ジャパン」(WTJ)を開設した。エグゼクティブ・ディレクターとして、早稲田大学公共政策研究所招聘研究員の渡瀬裕哉が就任した。

### 2020年の大統領選挙
オピニオン・エディターのチャールズ・ハートは、ワシントンD.C.におけるドナルド・トランプの初期からの支持者の一人だった。2018年、ハートはトランプを、ロナルド・レーガン、マーティン・ルーサー・キング・ジュニア、マーガレット・サッチャー、ローマ教皇ヨハネ・パウロ2世とともに「自由の偉大なチャンピオン」の中に含めた。2016年の大統領選挙においてはタイムズ紙は特定の候補を支持しなかったが、2020年の選挙戦ではトランプを支持した。
トランプ支持派による連邦議会議事堂襲撃事件の後の2021年1月6日、タイムズ紙は、顔認証システム企業のXRVisionが同社の技術を使用して、暴徒の中にいたANTIFAのメンバー2人を特定したと主張する、退役軍人によるものとする虚偽の記事を掲載した。XRVision社はすぐにこれを否定し、タイムズ紙に対し記事掲載の中止を求めた。同社は、実際に自社の技術によって2人のネオナチとQアノン陰謀論の信奉者を特定したが、それはタイムズ紙が主張するような退役軍人のために行ったわけではないと声明した。翌1月7日、この記事はタイムズ紙のウェブサイトから削除され、訂正版に差し替えられた。記事の訂正前には、大統領選挙の集計作業に関する議論において、アンチファが襲撃に加担した証拠としてマット・ゲイツ下院議員がこの記事を引用し、ソーシャルメディアで広く共有された。

### 財務状況
1991年、文鮮明はワシントン・タイムズの創刊に9億ドルから10億ドルを使ったと語った。2002年までに、文鮮明はタイムズ紙のために17億ドルから20億ドルを使ったと言われている。2009年11月、『ニューヨーク・タイムズ』紙は、ワシントン・タイムズ紙が統一教会からの資金提供を受けられなくなり、発行を中止するか、オンライン版のみの発行にする必要があるかもしれないと報じた。同年中に、370人の従業員のうちの40%を解雇し、購読サービスを停止して、その代わりにワシントンD.C.の一部地域（政府機関など）で紙面を無料配布した。しかし、同紙が運営するウェブサイト"theconservatives.com"は継続され、3時間のラジオ番組"America's Morning News"の放送も継続された。タイムズ紙は、統一教会からの補助に頼らなくても済むように、週刊版を休刊するなどした。2009年12月31日、タイムズ紙はフルサービスの新聞ではなくなると発表し、地域面とスポーツ面を廃止した。2011年3月、解雇したスタッフの一部を再雇用し、スポーツ面、地域面、生活面を復活させると発表した。2015年9月には、創刊以来33年で初めて月単位で黒字となった。
2020年のCOVID-19パンデミックの際、タイムズ紙は、給与保護プログラムの一環で、連邦政府が支援する100万ドルから200万ドルの中小企業向け融資を受け、91人の従業員の雇用を維持した。

## 政治的姿勢
創刊以来、タイムズ紙の政治的姿勢は一貫して保守的である。1995年、『コロンビア・ジャーナリズム・レビュー』はタイムズ紙について、「政治的心情を露骨に表しているという点で、他のアメリカの主要都市の日刊紙とは異なっている、アメリカの主要な新聞は、あえてこのような党派性を持つことはないだろう」と書いている。2002年、『ワシントン・ポスト』紙は、タイムズ紙は「文鮮明が、共産主義に対抗するために、また、彼がリベラルな傾向があると感じていた『ワシントン・ポスト』紙に代わる保守的な新聞として創刊した。それ以来、同紙は編集の独立性を証明しようとし、『文鮮明の新聞』でも政治的右派の支持者でもなく、公正でバランスのとれたニュースの報告者であることを示そうとしてきた」と報じた。2007年、『マザー・ジョーンズ』誌は、タイムズ紙が創刊後すぐに「政治ニュース中毒者の必読書」となったと報じ、「レーガン以降の全ての共和党政権と密接な関係を持つ保守系新聞」と評した。
アメリカの歴史家トーマス・フランクは、2008年の『ハーパーズ・マガジンのエッセイの中で、タイムズ紙を現代アメリカの保守運動と結びつけて、「ここに、この運動のためだけに発行されている日刊紙『ワシントン・タイムズ』がある。そのプロパガンダ紙の偏向ぶりはあまりにも明白で、権威主義の国を旅行したときに見かける公式の党機関を思い起こさせるほど異質なものである」と述べた。『ニューヨーク・タイムズ』紙は2009年に、「多くの新進の保守派ジャーナリストにとって重要な訓練の場であり、運動関係者にとっては必読書である。トニー・ブランクリー、フランク・J・ガフニー・ジュニア、ラリー・クドロー、ジョン・パドハレッツ、トニー・スノーなどといった保守派の面々が紙面を量産してきた」と述べた。『コロンビア・ジャーナリズム・レビュー』誌は、タイムズ紙の記者たちが、同紙を他の主流ニュースへの踏み台として利用してきたと指摘している。
2002年、『ワシントン・ポスト』紙の元記者・編集長のベン・ブラッドリーは、「彼らは、ポスト紙にはない、あってもいいと思うようなローカルな記事を手に入れていた」と述べた。2011年1月、保守派コメンテーターのポール・ウェイリックは、「ワシントン・ポスト紙は非常に傲慢になり、何がニュースで何がニュースでないかを自分たちが決め、多くのことを報じなくなった。そして、ワシントン・タイムズ紙はポスト紙から、タイムズ紙が存在しなければ報じられなかった多くの事柄を報じることを強いられるようになった」と述べた。

## 論争

### 全般
初代編集長のウィーランら一部の元従業員は、タイムズ紙が常に文鮮明の支配下にあったと主張している。ウィーランは編集の自主性を保証する契約を結んでいたが、所有者が契約更新を拒否したため、創刊2年目の1984年に退社した。その3年後、編集部のウィリアム・P・チェシャーとそのスタッフ4人が、統一教会幹部から明確な指示により、当時の編集長アルノー・ド・ボルシュグラーブが、全斗煥大統領の下で行われている韓国の政治的抑圧に対する批判を封じ込めたとして退社した。1982年、タイムズ紙は、映画評論家スコット・サブレットによる、統一教会が関わった映画『インチョン!』を酷評する記事の掲載を拒否した。
1988年、タイムズ紙は、民主党の大統領候補マイケル・デュカキスについて、義理の姉が「［デュカキスが］精神科の診察を受けた可能性がある」と述べたとする記事を掲載した。しかし、これは発言を切り取ったものであり、実際の発言は、「可能性はあるが、私は疑っている」というものだった。1991年、ジョージ・H・W・ブッシュに最高裁判事候補に指名されたクラレンス・トーマスの公聴会における、アニタ・ヒルのトーマスにセクハラを受けたという証言に関するペギー・ウェイリッチ記者が執筆した記事が、編集長にヒルのことを「空想家」(fantasizer)と書き換えられたため、ウェイリッチは退社した。
ビル・クリントンの大統領在任中、クリントンの性的スキャンダルを報じたタイムズ紙の記事は、他の著名なニュースメディアでもしばしば取り上げられ、世間の関心を高めたことで、最終的にクリントンの弾劾につながった。1999年、上院はクリントンの無罪を決議し、クリントンは2期目の任期を務めることができた。
フランク・ガフニーは1997年のタイムズ紙のコラムで、ロシア・ノヴァヤゼムリャで発生した地震は同国の実験場での核爆発によるものであり、ロシアが包括的核実験禁止条約(CTB)に違反したことを意味するものであるという虚偽の主張をした。その後の科学的分析の結果、ノヴァヤゼムリャの地震は普通の地震であることが判明した。このことを報じた『原子力科学者会報』の記事によれば、ガフニーの記事の掲載後に「ワシントンD.C.や全米のファックスに、ロシアの二枚舌を詳述した記事が送られた。それはフランク・ガフニーからのものだった」という。また、同記事によれば、ガフニーは1997年の最初の4か月間に、「CTB違反だ」という「叫び」を25回以上発していたという。
2002年、タイムズ紙は、アメリカ最大の教職員組合である全米教育協会(NEA)が、2001年のアメリカ同時多発テロ事件はアメリカ政府の政策が一因であると生徒に教えていると告発する記事を掲載した。NEAは、この記事におけるNEAに対する告発の内容を全面的に否定した。後にミシガン大学の政治学教授となったブレンダン・ナイアンは、タイムズ紙の例の記事は「嘘」であり「神話」であると書いている。
2018年、タイムズ紙は、セス・リッチ殺害事件についての退役米海軍提督ジェームズ・A・ライオンズによる解説記事を掲載した。しかし、その内容は、「セス・リッチとその弟のアーロン・リッチが民主党全国委員会(DNC)の電子メールをダウンロードし、その情報によりウィキリークスから報酬を得ていたということは、諜報関係者の間でよく知られている」と根拠なく主張する、陰謀論を助長するものだった。アーロン・リッチは、タイムズ紙が真実を無視し、アーロン・リッチに関する記述が虚偽であることを知らされても記事を撤回も削除もしなかったとして、タイムズ紙を提訴した。訴訟の結果、タイムズ紙は記事の撤回を発表した。
タイムズ紙は、アルメニア人虐殺を否定する記事を少なくとも2回掲載している。1つは駐米トルコ大使が書いたもの、もう1つはトルコ政府の弁護士兼ロビイストが書いたものである。

### 科学分野

#### 気候変動に対する懐疑論
タイムズ紙は、気候変動に対する懐疑論を促進させていることで知られる。ペンシルベニア州立大学地球システム科学センター所長のマイケル・E・マンは、タイムズ紙を「気候変動に関する偽情報」を広めている主要なメディアであるとしている。ハーバード大学の科学史教授ナオミ・オレスケスと、カリフォルニア工科大学ジェット推進研究所の科学史家エリック・M・コンウェイは、2010年の著書『世界を騙しつづける科学者たち』(Merchants of Doubt)の中で、タイムズ紙は、極論を偏って報道したり、科学者がタイムズ紙の報道に反論できないようにしたりすることで、人為的気候変動の科学は論争中であるという誤った認識を一般大衆に与えていると書いている。タイムズ紙は、スティーブ・ミロイによる北極圏での気候変動研究を批判するコラムを掲載したが、ミロイには化石燃料産業との経済的なつながりがあるということを明示しなかった。
コペンハーゲン国連気候変動会議(COP15)を前にした2009年11月の気候研究ユニット・メール流出事件（クライメートゲート事件）について、タイムズ紙は社説で「これらの捏造された科学の発覚は、地球温暖化のヒステリーや、証明されていない理論に対処するために推進されているパニック状態の政策を冷却する効果をもたらすだろう」と書いた。世界の8つの委員会がこの疑惑を調査したが、科学における不正行為の証拠は見つからなかった。2014年のタイムズ紙の社説は、「地球温暖化詐欺」を嘲笑し、「この惑星の温度は15年前から動いていない。山火事、竜巻、ハリケーン、その他の『異常』な気象現象は、平年並みかそれ以下のレベルである。太平洋の島々は水没していない。あまりにも多くの氷があるので、ホッキョクグマたちは喜んでいる」と主張した。タイムズ紙はこれらの主張を裏付けるブログ記事を引用しているが、ポリティファクトはそれらのブログ記事の主張を事実確認し、完全な誤りであると結論づけた。その後、タイムズ紙は、地球温暖化は停滞しており、NASAは地球寒冷化の証拠を発見したとNASAの科学者が主張したと報じた。『ニュー・リパブリック』のレベッカ・リーバーは、そのNASAの科学者はタイムズ紙が主張したこととは逆のことを言っていると述べている。2015年、タイムズ紙は、「アメリカ海洋大気庁の活動は優れた科学ではなく、サイエンスフィクションである」と主張するラマー・スミス下院議員のコラムを掲載した。
1993年、タイムズ紙は、気候変動に対する懐疑を示す記事を掲載した。1997年に締結された京都議定書についての記事の冒頭には、「この取り決めでは、アメリカにおける石炭や石油などの化石燃料の使用量が2002年までに3分の1以上削減され、その結果として消費者の生活水準が低くなり、経済成長が長期的に低下することになる」と書かれていた。
2021年11月、デジタルヘイト対策センター(CCDH)が行った調査によれば、タイムズ紙が世界の10大極論発信者(ten fringe publishers)に含まれており、これら10の発信者を合わせると、facebookのユーザが気候変動を否定するコンテンツに接する割合は70%近くになる。facebookは、この研究の手法に異議を唱えた。

#### オゾン層破壊に対する懐疑論
1990年代、タイムズ紙は、オゾンホール形成の原因となるオゾン層破壊に関する科学的コンセンサスに疑問を投げかけるコラムを掲載していた。2000年になっても、同紙はオゾン層破壊の科学的根拠を否定するコラムを掲載していた。
1991年、NASAの科学者たちは、1992年春に北極圏の成層圏で一酸化塩素濃度が上昇し、大規模なオゾンホールが発生する可能性があると警告した。しかし、実際には、北極圏の冬が異常に暖かかったため、オゾン層破壊に必要な化学反応が起こらなかった。科学的根拠は間違っていなかったにもかかわらず、タイムズ紙は他の保守系メディアとともに、科学者たちは科学よりも環境問題に取り組む政治活動家であり、「オオカミ少年」だと評した。1992年、タイムズ紙は次のような社説を掲載した。
これは、科学者に通常期待される、利害関係のない、客観的な、事実だけを伝える口調ではない...。これは終末論者の叫びであり、公共政策という明らかに非科学的な目的のための下地を築くものである。次にNASAが「オオカミだ!」と叫んだとき、ジャーナリストや政治家、市民が羊のように警告に耳を傾けることが少なくなれば良いと思う。

#### 受動喫煙の危険性に対する懐疑論
1995年、タイムズ紙は、フレッド・シンガーのコラムを掲載した。シンガーは、多くの問題で主流科学に反する意見を推進していることで知られている。シンガーは、受動喫煙の健康への影響に関する科学を「受動喫煙パニック」と呼び、環境保護庁が受動喫煙を有害と分類した際にデータを歪めていたと非難した。1995年には、「科学費をいかに使わないか」と題した社説を掲載し、タバコ会社からの政治献金が政策決定や政治家の投票行動にどのような影響を与えるかについての国立がん研究所の研究に対する助成金を非難した。

#### COVID-19パンデミックの報道をめぐる論争
2020年1月、タイムズ紙は、COVID-19パンデミックについて、このウイルスが中華人民共和国政府によって生物兵器として作られたものであることを示唆する記事を掲載し、広く拡散された。1月30日、BBCは新型コロナウイルスに関する誤情報について、タイムズ紙がこの誤情報の拡散源であるとファクトチェックした。

### 白人ナショナリズム、ネオコンフェデラリズム、人種主義
プルーデン編集長時代（1992年から2008年まで）、タイムズ紙は、VDAREや『アメリカン・ルネサンス』などの人種差別的な極右の出版物や、アメリカ国家社会主義労働者党の指導者ビル・ホワイトの記事を定期的に「カルチャー・ブリーフ」面に掲載していた。ネオコンフェデレートの白人至上主義団体「リーグ・オブ・ザ・サウス」のメンバーのロバート・ステイシー・マケインが「カルチャー・ブリーフ」面の編集者として採用され、マックス・ブルーメンタールによれば、この面は「人種主義の極右のための掲示板」となっていた。ブルーメンタールはまた、タイムズ紙がその創刊当初から、極端な人種差別主義と、自然主義者や新連邦主義者の組織とのつながりを特徴としており、強硬な人種差別主義者やネオコンフェデレートの温床となっていたと書いている。
2013年、『コロンビア・ジャーナリズム・レビュー』誌は、プルーデンが編集長を務めていた時代のタイムズ紙は、白人ナショナリスト、ネオコンフェデレーション、反移民のデマ屋など、人種主義の強硬派のフォーラムであったと報告している。1998年から2004年にかけて、タイムズ紙は、白人至上主義者の団体である新世紀財団(New Century Foundation)が2年に1度開催していたアメリカン・ルネッサンス会議を毎回取材していた。『コロンビア・ジャーナリズム・レビュー』誌によれば、このイベントはホロコースト否認論者、ネオナチ、優生思想家の温床となっていたが、タイムズ紙の報道は、驚くほど一方的であり、会議や参加者を好意的に描写していた。
2009年、ジャーナリストのデイヴィッド・ナイワートは、タイムズ紙は「ネオコンフェデレート運動に端を発するさまざまな白人ナショナリストの活動を支持している（最近の人員整理まで、2人のシニアエディターが長い付き合いをしていた）」と書いた。
タイムズ紙の日曜版では南北戦争に1面を割いており、そこでは南軍への賞賛が何度も書かれていた。
1993年、プルーデンは、南部貧困法律センターから「最も重要なネオコンフェデレーション定期刊行物」と呼ばれている雑誌『サザン・パルチザン』のインタビューに答え、「毎年行われるロバート・E・リーの誕生日を祝う行事については、必ず新聞に記事を載せるようにしている。それに、マーティン・ルーサー・キングの誕生日と重なっているという事実もある」と述べた。

#### サミュエル・T・フランシスをめぐる論争
1991年、タイムズ紙は、大統領選に立候補したため職を離れたパット・ブキャナンの後任のコラムニスト兼編集者として、白人ナショナリストのサミュエル・T・フランシスを採用した。フランシスは、ノースカロライナ州のジョン・ポーター・イースト上院議員の秘書を経て、1986年にタイムズ紙の編集スタッフになった。その5年後に同紙のコラムニストとなり、そのコラムは他の新聞にも配信された。ジャーナリストとしてだけでなく、アラバマ州オーバーンのミーゼス研究所で非常勤の研究者としても活動した。
1995年6月、南部バプテスト連盟による奴隷制への謝罪決議を批判するフランシスのコラムがタイムズ紙に掲載された後、プルーデン編集長はフランシスのコラムの掲載を減らした。そのコラムにおいてフランシスは、「南部バプテスト連盟の奴隷制と人種差別への反省は、人種間の関係をマッサージするための政治的で流行を追っただけのジェスチャー以上の何物でもない」「制度としての奴隷制も人種差別も罪ではない」と主張していた。
1995年9月、保守派ジャーナリストのディネシュ・ドゥスーザが『ワシントン・ポスト』紙のコラムで、フランシスがその前年に開催された『アメリカン・ルネッサンス』誌が主催した会議に参加したこととその発言を紹介した。
活発な論客であるフランシスは、まず、南部の伝統がメインストリームの文化の中で悪者扱いされていることについて、概ね妥当な訴えをした。しかし、彼は続けて、ヒューマニズムと普遍主義というリベラルの原則が「白人との戦い」を助長していると攻撃した。彼は、カントリーミュージックの大スター、ガース・ブルックスについて、「彼は、みんなで［宗教・人種などが異なる人の間で］結婚しようという愚かな普遍主義の歌（We Shall Be Free）を歌っている」として、それを「おぞましい」(repulsive)と表現した。彼は、白人の仲間たちに対して「我々のアイデンティティと団結を再確認しなければならない。白人としての人種意識を明確にすることで、明白に人種的な観点から我々はそうしなければならない。我々白人がヨーロッパやアメリカで生み出した文明は、創造された人々の遺伝的な能力を抜きにしては発展し得なかったし、その文明を他の人々にうまく伝えることができると考える根拠もない」と主張した。
ドゥスーザのコラムが掲載された後、プルーデン編集長はフランシスの他の著作物を調べ、合法的な移民の強制送還や、生活保護を受けている母親への強制的な避妊を提唱していたことがわかった。プルーデンは、そのような意見を持っている人物をタイムズ紙と結びつけたくないと考え、フランシスをタイムズ紙から解雇した。
解雇の直後、フランシスは次のように述べた。
私は、人種による違い、人種間の自然な違いがあると信じている。ある人種が他の人種より優れているとは思っていない。IQの違い、性格や行動の違いについては、合理的に確かな証拠がある。それらが人種隔離や白人至上主義の正当化に利用されてきたことは理解している。それは私の意図するところではない。
2005年にフランシスが亡くなったとき、彼を「学術的で、挑戦的で、ときに辛辣な作家」と評する追悼記事がタイムズ紙に掲載されたが、彼の人種差別的信条や同紙からの解雇については触れられなかった。これに対して、保守系ニュースサイト「ワシントン・エクザミナー」の編集者デイヴィッド・マスティオは、フランシスの追悼記事で「サム・フランシスは単なる人種差別主義者であり、それ以上の存在として記憶されるには値しない」と書いた。

#### 南部貧困法律センターの報告
南部貧困法律センター(SPLC)は、タイムズ紙が2005年までに、フランシス・クームス編集長の妻のマリアン・ケスター・クームスの記事を少なくとも35件掲載していたと指摘している。マリアン・クームスは人種的に扇情的なレトリックを使っており、白人ナショナリズム雑誌『オクシデンタル・クォータリー』に執筆していた。この雑誌は、アメリカにおけるオルタナ右翼運動の熱烈な支持者であり、「人種に執着した極右の雑誌」と言われている。SPLCは、マリアン・クームスがタイムズ紙に書いたコラムに着目し、その中で彼女は、人類の歴史全体が「人種の闘争」であり、非白人の移民は「貧困と革命の輸入」であって「最終的にアメリカの領土の主権を失う」ことになり、イギリスのイスラム教徒は「かつては快適だったこの土地の生活を、その先住者にとって悲惨なものに変えている」と主張していると述べている。

#### バラク・オバマに関して
2007年、タイムズ紙の提携ニュース誌『インサイト・オン・ザ・ニュース』は、大統領候補ヒラリー・クリントン上院議員の選挙スタッフの誰かが、オバマ候補が「インドネシアのマドラサ（イスラム教の神学校）で少なくとも4年間過ごした」という報告書をインサイト誌の記者に漏らしたという記事を掲載した。同誌の編集者のジェフ・クナーは、クリントン陣営の関係者から、「対抗馬のバラク・オバマ上院議員が、6歳のときにインドネシアのイスラム宗教学校で短期間過ごした事実を隠蔽しているということを告発する準備している」と聞いたと主張した。クリントン上院議員はこの疑惑を否定した。『ニューヨーク・タイムズ』紙の取材を受けたクナーは、情報源とされる人物の名前を明かさなかった。インサイト誌の記事は、まず保守系トークラジオ番組やFOXニュースが報じ、その後、『ニューヨーク・タイムズ』などの主要新聞が報じた。
オバマは、幼少期の4年間、インドネシアに在住していたが、小学校1年生から3年生のある時期までの2年半強はローマ・カトリックのセント・フランシス・アシジ・スクールに通い、3年生のある時点でメンテング第1公立小学校に転校して、1年弱在籍した。CNNのジョン・ヴォース記者は、メンテング第1公立小学校を取材し、生徒は週に2時間、自分の信仰する宗教の授業を受けていると報じた。同校の副校長のハーディ・プリヨノはヴォースに対し「ここは公立の学校です。我々は宗教を重視していません。日常生活では、我々は宗教を尊重するようにしていますが、優遇はしていません」と語った。また、『シカゴ・トリビューン』紙は、この学校について「教師がミニスカートを履き、全ての生徒にクリスマスを祝うことが奨励されるような先進的な学校」と評した。AP通信のネドラ・ピックラーのインタビューによると、オバマが転校する以前から、同校ではあらゆる宗教の生徒を受け入れていた。同校の副校長のアクマド・ソリチンは、ピクラーに対し、「疑惑は全く根拠のないものです。確かに、当校の生徒のほとんどはイスラム教徒ですが、キリスト教徒もいます。ここでは誰でも歓迎します。ここは公立学校なのです」と語った。
2008年、タイムズ紙は、オバマ大統領はケニア生まれで、「ジハード主義者の票」を求めているとする誤情報が載ったフランク・ガフニーのコラムを掲載した。ガフニーは2009年と2010年にも、オバマ大統領がイスラム教徒であるという誤情報を広める記事を掲載している。
2009年のコラム「カイロで活躍する『内なるイスラム教徒』」の中で、プルーデンは、「［オバマは］アメリカで生まれた文化、歴史、伝統、慣習法、文学を本能的に理解していない最初の大統領である。43人の前任者に大きく刻まれた遺伝子の痕跡が、オバマ大統領のDNAにはない」と書いた。2009年の別のコラムでプルーデンは、「［オバマは］ケニア人の父親に種付けされ、第三世界の男性に惹かれる母親のもとに生まれた」ため、アメリカとは何であるかについての「生まれつきの本能や血の衝動」がないと書いている。プルーデンのコラムは論争を生み、タイムズ紙はコラムの編集の担当をデイヴィッド・マスティオ副編集長に交代させた。
2016年、タイムズ紙は、2013年のオバマとプロゴルファーのタイガー・ウッズのゴルフ旅行に360万ドルの連邦資金が使われたと主張した。この旅行の様子は、アメリカのニュースメディアが大々的に報じていた。ファクトチェックサイトのスノープスは、この記事を「ほぼ虚偽」と評価した。これは、タイムズ紙が推定した費用に大統領の公務としての出張とフロリダでの短期休暇の両方の費用が含まれていたためである。タイムズ紙のWebサイトの当該の記事には、タイムズ紙の他の無関係な記事へのハイパーリンクが含まれていた。それらのリンクの外観は、報道の裏付けや実証のために使用されることのある引用リンクと容易に区別ができなかった。この記事には、2013年2月15日から2月18日までのオバマ大統領の活動の詳細が記載されている、2013年の旅行の支出に関する監査院の報告書へのリンクが含まれていなかった。

#### テッド・ニュージェントをめぐる論争
ロックミュージシャンのテッド・ニュージェントは、2010年から2012年にかけてタイムズ紙に毎週コラムを執筆していた。ニュージェントはタイムズ紙への寄稿を始める以前に、オバマ大統領を「クソったれ」(piece of shit)と呼び、「俺のマシンガンを咥えろ」と呼びかけて物議を醸した。また、南軍旗に忠誠を誓っていた。2012年、ニュージェントはオバマ大統領を斬首するとほのめかし、シークレットサービスの訪問を受けた。ニュージェントは、オバマ大統領が再選されたら「私は来年の今頃には死んでいるか、刑務所に入っているだろう」と語っていた。当時、共和党候補として大統領選を戦っていたミット・ロムニーはニュージェントの発言を非難したが、『ワシントン・ポスト』紙のメディア評論家エリック・ウェンプルによれば、タイムズ紙からは何の反応もなかった。2014年、ニュージェントはオバマ大統領のことを「共産主義者から教育を受け、共産主義者として育てられた人間以下の雑種犬」と呼んだが、その時には既にタイムズ紙のコラムニストを辞めていた。同年2月、テキサス州知事の共和党予備選挙で、ニュージェントはグレッグ・アボットを支持していた。アボットは、ニュージェントの発言について「これは私が使う言葉ではないし、いかなる形であれ支持するものでもない」と述べ、ニュージェントとは距離を置いた。また、ランド・ポール上院議員からも非難され、ニュージェントはこの発言を謝罪した。プルーデン編集長は、ニュージェントを「40年前にある程度名声を得た、口の悪い年老いたロックミュージシャン」と表現し、ニュージェントの発言を非難した。デヴィッド・ウィーゲルは『スレート』誌で、プルーデンの非難について「そんなに昔のことか? たった1年前に彼はタイムズ紙にコラムを寄稿していたし、その前の数年間は毎週コラムを掲載していたじゃないか」と述べた。

### イスラム教忌避
1990年代後半から2016年までタイムズ紙に毎週コラムを執筆していたフランク・ガフニーは、長年に渡り極端な反イスラム的見解を開陳してきたことでも知られている。ジョージタウン大学の宗教・国際情勢とイスラム研究の教授であるジョン・エスポジトは、ガフニーのタイムズ紙のコラムには、告発が多いが、裏付けとなる証拠が少ないと述べている。ガフニーはタイムズ紙のコラムで、ブッシュ政権や保守運動、オバマ政権にイスラムのテロリストが入り込んでいるという陰謀論を拡散させた。2015年、タイムズ紙に、シリア内戦から逃れてきた難民を、「ジハードを別の名前で行うイスラムのトロイの木馬」とするコラムが掲載された。
イスラム教擁護団体のアメリカ・イスラム関係評議会は、「イスラム教忌避に関するテーマを定期的に示したり、それを支持したりしている」メディアの一つとしてタイムズ紙を挙げている。1998年、エジプトの日刊紙『アルアハラム』は、タイムズ紙の編集方針が「狂信的な反アラブ、反イスラム、親イスラエル」であると書いた。

## 編集スタッフ
編集長 (editor-in-chief)
- ジェームズ・R・ウィーラン（英語版） (1982–1984)
- スミス・ヘンプストン（英語版） (1984–1986)
- アルノー・ド・ボルシュグラーブ (1986–1992)
- ウェスリー・プルーデン（英語版） (1992–2008)
- ジョン・F・ソロモン（英語版） (2008–2009) (2013–2015)
- サム・ディーリー（英語版） (2010)
- エド・ケリー (2011–2012)
- デイヴィッド・S・ジャクソン (2012–2013)
- クリストファー・ドーラン (2015–)

主筆 (managing editor)
- ジョゼット・シーラン（英語版） (1992–1997)
- フランシス・クーム (?–2008)[173]

## 日本との関係
- 同じく統一教会系の媒体である「世界日報」は2019年にワシントン・タイムズと連携してウェブサイト「ワシントン・タイムズ・ジャパン」を始めると発表、「WTJエグゼクティブ・ディレクター」は渡瀬裕哉であるとしている[174]。
- 東日本大震災によるアメリカからの支援に感謝するために2011年5月10日付のワシントン・タイムズにワシントン在住の日本人有志を中心とした300人が共同で「ARIGATO」などと書いたメッセージ広告を掲載した[175]。

## その他
- ビル・ガーツ『誰がテポドン開発を許したか―クリントンのもう一つの“失敗”』（文藝春秋、1999年、ISBN 9784163558400）～ワシントン・タイムズ記者による全米ベストセラーの邦訳。
- 朝日新聞は1992.4.17付で「反共で部数増」と題してワシントン・タイムズを紹介、「現在の部数は、ポストの約85万部に対して約10万部」「同紙の自慢の1つは、FBI（米連邦捜査局）の手配リストを顔写真入りで毎週掲載していることだ。この連載のために、最近2年間で約30人の凶悪犯が逮捕された」などと書いている。編集局次長ジョセット・シャイナーの写真入り。彼女はのちに編集局長となり、退社後の2003年、USTR（アメリカ合衆国通商代表部）次席代表になった。
- 20世紀初頭に、同名の『ワシントン・タイムズ (1894年創刊)』という新聞が発刊されていたが、これは現在の『ワシントン・タイムズ』とは全く関係がない。同紙は1939年に『ワシントン・ヘラルド』と合併して『ワシントン・タイムズ＝ヘラルド』となった後、1954年に『ワシントン・ポスト』に買収された[176]。